# 요나고역
요나고역(일본어: 米子駅)은 일본 돗토리현 요나고시에 있는 서일본 여객철도 · 일본화물철도의 역이다. 산인 본선의 소속 철도역이지만, 이 역을 기점으로 하는 사카이 선까지 2개의 노선이 상호 운행되고 있다. 또한, 하쿠비 선의 모든 열차가 이 역까지 직통 운행되면서, 사실상 3개의 노선이 상호 운행된다. 섬식 승강장 3면 6선의 구조를 가진 지상역이다.

## 타는 곳
| 플랫폼        | 노선        | 방향 | 행선지                          | 비고                             |
| ------------- | ----------- | ---- | ------------------------------- | -------------------------------- |
| 0             | ■ 사카이 선 | -    | 사카이미나토 방면               |                                  |
| 1             | ■ 산인 본선 | 상행 | 구라요시 · 돗토리 방면          | 전체의 특급 포함                 |
| 1             | ■ 하쿠비 선 | -    | 니미 · 구라시키 · 오카야마 방면 | 전체의 특급 포함                 |
| 2 · 3 · 4 · 5 | ■ 산인 본선 | 하행 | 마쓰에 · 이즈모시 방면          | 특급은 주로 2번 승강장           |
| 2 · 3 · 4 · 5 | ■ 산인 본선 | 상행 | 구라요시 · 돗토리 방면          | 쾌속 · 보통만                    |
| 2 · 3 · 4 · 5 | ■ 하쿠비 선 | -    | 니미 · 구라시키 · 오카야마 방면 | 보통열차만                       |
| 2 · 3 · 4 · 5 | ■ 사카이 선 | -    | 사카이미나토 방면               | 산인 본선부터의 직통, 4번 승강장 |

## 요나고 화물역
통칭, 요나고 조차장인 일본화물철도의 역은, 여객역의 남쪽에 있다.

### 취급 화물
- 컨테이너 화물
  - 12ft 컨테이너, 20·30ft 대형 컨테이너, 20ft ISO 규격 해상 컨테이너를 취급한다.
- 임시 차급화물
- 산업 폐기물 · 특별 산업 폐기물의 취급허가를 얻고 있다.

### 역 구조
2면의 컨테이너 승강장, 3개의 컨테이너 하역선, 그 외 몇 개의 유치선군이나 발착선군을 가진다. 영업창구인 JR 화물 요나고 영업지점을 병설한다.

## 이용 현황
| 연도   | 하루 평균 승차 인원 |
| 2005년 | 4,204               |
| 2006년 | 4,052               |
| 2007년 | 4,028               |
| 2008년 | 3,919               |
| 2009년 | 3,668               |
| ------ | ------------------- |

## 역 주변
- 요나고 시청
- 요나고 시 미술관
- 요나고 시립 도서관
- 산인 역사관
- 도요코인 요나고에키마에
- 요나고 젠닛쿠 호텔
- 요나고 컨벤션 센터
- 요나고 시 문화홀
- 요나고 시 아동문화센터
- 돗토리 대학 의학부 (요나고 캠퍼스)
  - 의학과
  - 생명과학과
  - 보건학과
- 돗토리 대학 의학부 부속병원
- 주고쿠 전력 돗토리 지사 요나고 영업소
- 돗토리 은행 · 산인합동은행 · 시마네 은행 요나고 지점
- 요나고 신용금고 본점 영업부

## 인접 정차역
| 서일본 여객철도 산인 본선 | 서일본 여객철도 산인 본선                                                             | 서일본 여객철도 산인 본선    |
| ------------------------- | ------------------------------------------------------------------------------------- | ---------------------------- |
| 시·종착역                 | □ 쾌속 '통근 라이너' (도착 열차만) □ 쾌속 '아쿠아 라이너' (이즈모시역까지 각 역 정차) | 야스기 이즈모시 방면         |
| 호키다이센 교토 방면      | □ 쾌속 '돗토리 라이너'                                                                | 야스기 이즈모시 방면         |
| 히가시야마코엔 교토 방면  | ■ 보통                                                                                | 야스기 이즈모시 방면         |
| 서일본 여객철도 사카이 선 |                                                                                       |                              |
| 시·종착역                 | ■ 사카이 선                                                                           | 바쿠로마치 사카이미나토 방면 |